# Синдром Вильямса
Синдром Уильямса (синдром «лица эльфа») — синдром, возникающий как следствие наследственной хромосомной перестройки. Люди, страдающие этим синдромом, обладают специфической внешностью и характеризуются общей задержкой умственного развития при развитости некоторых областей интеллекта.

## История
Синдром был назван в честь новозеландского кардиолога Дж. К. П. Уильямса и геттингенского кардиолога Алоиса Й. Бюрена. Хроническая идиопатическая гиперкальциемия, тяжелой формой которой является синдром Вильямса, была впервые описана в 1952 году Гвидо Фанкони, Бернардом Шлезингером и другими. Впервые он был подробно описан Уильямсом в 1961 году и Бюреном в 1962 году, ⁣ хотя есть также указания на то, что Джон Лэнгдон-Даун, впервые описавший синдром Дауна названный в его честь в 1866 году, и синдром Прадера-Вилли с научной точки зрения, уже описывал синдром Вильямса: '' У меня были дети с характерными скулами, выступающими глазами, пухлыми губами и плотной кожей. У них были шерстяные волосы". 

## Особенности внешности

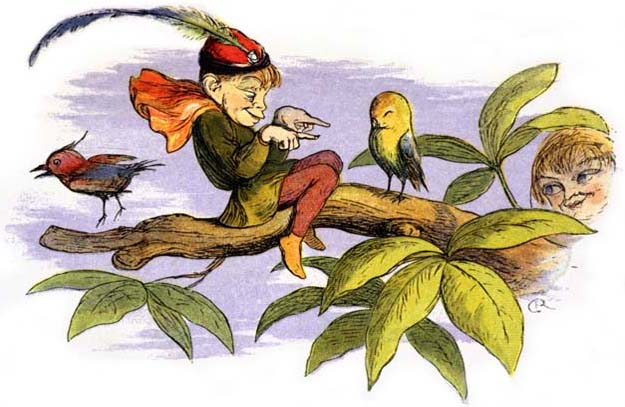
Эльфы из английского фольклора кажутся детьми с синдромом Уильямса.

Больные имеют особое строение лица, в специальной литературе называемое «лицом эльфа», поскольку оно напоминает лицо эльфов в их традиционном, фольклорном варианте. Для них характерны широкий лоб, разлёт бровей по средней линии, опущенные вниз полные щёки, большой рот с полными губами (особенно нижней), плоское переносье, своеобразная форма носа с плоским тупым концом, маленький, несколько заострённый подбородок.
Глаза зачастую ярко-голубые, со звездчатой картиной радужки и склерами синеватого цвета. Разрез глаз своеобразный, с припухлостями вокруг век. Сходящееся косоглазие.
Для старших детей характерны длинные, редкие зубы. С возрастом лицо больных несколько меняется: появляется массивность надбровных дуг, меньше выражена пастозность лица, нет плоского переносья и эпиканта. Обращает на себя внимание увеличенное расстояние от основания носа до верхней губы.
Сходство лиц усиливает улыбка, которая ещё больше подчёркивает отёчность век и своеобразное строение рта.
Ни одна из этих черт не является обязательной, но их общее сочетание всегда присутствует[что?].

## Психологические особенности
Умственная отсталость при синдроме Вильямса наблюдается во всех случаях. Для этого синдрома характерен дефицит наглядно-образного мышления, абстрактное мышление практически полностью отсутствует. Степень интеллектуального дефекта довольно значительна, IQ в среднем колеблется от 40 до 50 (умеренная умственная отсталость — имбецильность).
Можно отметить большое сходство психопатологической картины дефекта у всех больных: при значительном снижении интеллекта больные имеют относительно большой словарный запас, очень словоохотливы, склонны к подражанию, речь у детей довольно хорошая, тем не менее она представляет всего лишь набор штампов. Вместе с тем всегда страдают пространственные представления, организация и планирование деятельности. Очень характерны и постоянны особенности личности этих детей: добродушие, приветливость, послушание, эмоциональность, стремление к общению, доверчивость. Практически всегда имеется хороший музыкальный слух даже при выраженном интеллектуальном дефекте. Нередко выявляются неврозоподобные нарушения — энурез, привычная рвота, навязчивые действия, головная боль. У части детей наблюдается гиперактивность, страхи и тревога.
Некоторые дети могут учиться во вспомогательной школе, они овладевают чтением и письмом, но им недоступны действия, связанные с организацией даже простейших трудовых операций.

## Причины отклонения
Редкое генетическое нарушение, вызванное делецией участка, на котором находится около 26 генов и который расположен на длинном плече 7-й хромосомы (7q11.23).
Встречается с частотой приблизительно 1 на 20 000 новорожденных .
Точный диагноз может быть установлен с помощью FISH (флюоресцентной гибридизации in situ) или ДНК-микрочипа, показывающих отсутствие данного участка хромосомы.

## Лечение
Специфической терапии не существует. Поэтому основное место занимают симптоматическое лечение и коррекционно-воспитательная работа.

## Прогноз
Прогноз относительно благоприятный, возможна частичная социальная адаптация.